# Myersina papuanus
Myersina papuanus és una espècie de peix de la família dels gòbids i de l'ordre dels cipriniformes que es troba des de les Illes Penghu fins al Mar de la Xina Meridional i Indonèsia. Va ser descrit per primera vegada com a Gobius papuanus per Wilhelm C.H. Peters el 1877.